# Jacob Latimore
Jacob O'Neal Latimore (Milwaukee, 10 agosto 1996) è un attore, cantante e ballerino statunitense.

## Discografia

### Album in studio
- 2016 - Connection

### Singoli
- 2007 - Superstar
- 2010 - Like 'Em All feat. Diggy Simmons
- 2011 - Nothing on Me
- 2012 - You Come First
- 2014 - Heartbreak Heard Around the World feat. T-Pain
- 2015 - Climb
- 2016 - Remember Me
- 2016 - The Real feat. IshDARR

## Filmografia

### Attore

#### Cinema
- Vanishing on 7th Street, regia di Brad Anderson (2010)
- Un Natale speciale a New York (Black Nativity), regia di Kasi Lemmons (2013)
- Poliziotto in prova (Ride Along), regia di Tim Story (2014)
- Maze Runner - Il labirinto (The Maze Runner), regia di Wes Ball (2014)
- Sleight -Magia, regia di J. D. Dillard (2016)
- Collateral Beauty, regia di David Frankel (2016)
- Detroit, regia di Kathryn Bigelow (2017)
- Krystal, regia di William H. Macy (2017)
- The Last Summer, regia di William Bindley (2019)
- Like a Boss, regia di Miguel Arteta (2020)
- Non aprite quella porta, regia di David Blue Garcia (2022)
- House Party, regia di Calmatic (2023)

#### Televisione
- One Tree Hill - serie TV, episodio 7x09 (2009)
- So Random! - serie TV, episodio 1x07 (2011)
- Reed Between the Lines - serie TV, episodio 1x20 (2011)
- Il risolutore (The Finder) - serie TV, episodio 1x08 (2012)
- Survivor's Remorse - serie TV, episodio 1x03 (2014)
- The Chi - serie TV, 29 episodi (2018-2020)
- Storie incredibili (Amazing Stories) – serie TV, episodio 1x04 (2020)

### Doppiatore
- Bilal: A New Breed of Hero, regia di Khurram H. Alavi e Ayman Jamal (2015)

### Colonna sonora
- Un Natale speciale a New York (Black Nativity), regia di Kasi Lemmons (2013) - interpreta i brani Coldest Town, Motherless Child, Hush Child (Get You Through This Silent Night), Be Grateful e As
- So Random! - serie TV, episodio 1x07 (2011) - interpreta il brano Like 'Em All

## Riconoscimenti
- 2012 – BET Awards
  - Candidatura per la miglior artista emergente
- 2013 – BET Awards
  - Candidatura per la miglior artista emergente
- 2014 – BET Awards
  - Candidatura per la miglior artista emergente
- 2014 – American Black Film Festival
  - Candidatura per il miglior cast (per Un Natale speciale a New York)
- 2015 – BET Awards
  - Candidatura per la miglior artista emergente

## Doppiatori italiani
Nelle versioni in italiano dei suoi film, Latimore è stato doppiato da:
- Leonardo Caneva in Vanishing on 7th Street, Maze Runner - Il labirinto
- Alessandro Campaiola in Detroit, The Chi
- Manuel Meli in Collateral Beauty, Non aprite quella porta
- Guido Gelardi in Storie incredibili